# Ernst Fessmann
Ernst Fessmann (em alemão:  Ernst Feßmann, 6 de janeiro de 1881 – 25 de outubro de 1962) foi um general alemão do Heer que liderou a 267.ª Divisão de Infantaria nos primeiros estágios da Segunda Guerra Mundial. Antes da guerra, ele também se destacou por comandar uma das primeiras Divisões Panzer.

## Biografia

### Vida pregressa
Ernst Feßmann nasceu em 6 de janeiro de 1881 na Baviera, filho do diretor da fábrica de Augsburg, Ludwig Feßmann, e de sua esposa Sofie, née Schneider. Depois de se formar na escola secundária em Augsburg, ingressou no Exército Real da Baviera como como Fahnenjunker (oficial-cadete) na cavalaria em 15 de julho de 1900. Ele foi para o 2º Regimento Real de Chevaulegers da Baviera "Taxis" em Dillingen. Ele assumiu em 24 de julho de 1900. Em 1º de novembro de 1900, ele foi promovido a Fahnenjunker-Unteroffizier e, em 13 de janeiro de 1901, recebeu o certificado de antiguidade para se tornar Fähnrich (alferes); recebendo a promoção em 8 de fevereiro de 1901.
Em 1º de março de 1901, foi enviado para a Escola de Guerra de Munique. Em 9 de fevereiro de 1902, recebeu seu certificado como oficial e retornou ao seu regimento, sendo promovido a Leutenant (2º tenente) em 9 de março de 1902. Ele assume como oficial de esquadrão no 4º esquadrão de seu regimento. Em 12 de março de 1904 sua mãe morreu, seguida por seu pai em 25 de setembro de 1905, em Munique. Em 1º de outubro de 1905, ele foi nomeado ajudante de regimento do 2º Regimento de Chevaulegers "Taxis", aparentemente como sucessor do 1º Tenente Maximilian Reinhard.
Em 17 de abril de 1906, ele pediu permissão para casar, a qual foi concedida dois dias depois. Em 5 de junho de 1906, casou-se com Emma Freiin von Feury auf Hilling em Munique, dois anos mais velha que ele e filha do coronel aposentado Otto Freiherr von Feury. Em 22 de março de 1907, seu filho Friedrich (Fritz) Feßmann nasceu em Dillingen, no Danúbio. Seu sucessor como ajudante regimental foi o Tenente Adolf d' Hengelière em 1908.
Em outubro de 1908 foi designado para o Instituto de Equitação da Baviera por dois anos, mas mantendo oficialmente sua função no 4º Esquadrão do 2º Regimento de Chevaulegers Real da Baviera "Táxis". Em 4 de março de 1911 foi promovido a Oberleutnant (primeiro-tenente). Como tal, foi destacado como oficial de esquadrão no 2º esquadrão de seu regimento. No outono de 1911, ele foi designado para o 44º curso da Academia de Guerra para treinamento de estado-maior, onde sua aptidão para ajudante sênior foi confirmada. Em 22 de fevereiro de 1914, foi nomeado ajudante da 2ª Brigada de Cavalaria da Baviera e ao mesmo tempo promovido a capitão sem patente. Com a eclosão da Primeira Guerra Mundial, ele foi nomeado 3º ajudante do comando geral do 1º Corpo Real de Reserva da Baviera.

### Primeira Guerra Mundial
Primeiro, ele foi destacado para a Batalha de Lorena, de 20 de agosto de 1914 a 22 de agosto de 1914. Isto foi seguido pela Batalha de Nancy-Epinal em 14 de setembro de 1914. Nos dias 26 e 27 de agosto de 1914 esteve envolvido na captura do Forte Manovillers. Em 5 de setembro de 1914 recebeu a comissão de capitão com a mesma data. Já em 12 de setembro de 1914, foi designado para seu comando-geral como 2º ajudante (IIb). Ele ocupou esse cargo por mais de 2 anos. Em 14 de setembro de 1914 foi condecorado com a Cruz de Ferro de 2ª Classe.
Em 30 de setembro de 1914 e 1º de outubro de 1914 ele foi destacado para a Batalha de Douai. Nos dias 1º e 2 de outubro de 1914 participou na Batalha de Arras. No entanto, em 2 de outubro de 1914, ele adoeceu com costelas machucadas após uma queda de cavalo e foi transportado de volta para casa. Em 9 de novembro de 1914 foi transferido de volta ao comando-geral. Ele foi então destacado para a guerra de trincheiras em Artois até 3 de maio de 1915. Ele também esteve envolvido na Batalha de dezembro na Flandres Francesa, de 14 de dezembro de 1914 a 24 de dezembro de 1914. De 9 de maio de 1915 a 23 de julho de 1915 juntou-se ao Eisnatz na Batalha de La Bassée e Arras. Entre 24 de julho de 1915 e 24 de setembro de 1915, a guerra de trincheiras ocorreu novamente em Artois.

### Reichswehr
Após servir no Exército Imperial Alemão durante a Primeira Guerra Mundial, ele foi retido no Reichswehr (Defesa Imperial) do pós-guerra. Após um período de dois anos no estado-maior do 7º Batalhão Kraftfahr (batalhão de motocicletas), foi nomeado seu comandante em 1924. Dois anos depois, recebeu o comando do 17º Regimento de Cavalaria.
De 1931 ao início de 1933, Fessmann liderou o batalhão motorizado do 2.º Regimento de Artilharia, antes de um período na União Soviética na Panzertruppenschule secreta do Reichswehr (escola de treinamento blindado) em Kazan. Após a dissolução da escola por Adolf Hitler no final de 1933, Fessmann foi nomeado comandante do Kraftfahrlehrkommando (Comando de Treinamento de Veículos Motorizados) em Zossen. Mais tarde, ele comandou a Brigada Panzer-Lehr.

### Wehrmacht
Em março de 1935, o Reichswehr foi reorganizado como a Wehrmacht (Força de Defesa) e o Heer (Exército) iniciou uma expansão significativa que se estendeu à criação da Panzerwaffe (Força Blindada). Fessman foi nomeado comandante da 3.ª Divisão Panzer em Berlim em 15 de outubro de 1935, com o posto de Generalleutnant (tenente-general). Seu novo comando foi uma das três primeiras divisões panzer a serem criadas. As outras duas foram a 1.ª Divisão Panzer formada em Weimar e comandada por Maximilian von Weichs e a 2.ª Divisão Panzer formada em Würzburg e comandada por Heinz Guderian.
A 3.ª Divisão Panzer era conhecida como Divisão Urso, devido ao seu símbolo divisional e seu 1.º Regimento Panzer ter sido derivado em grande parte do comando anterior de Fessmann, o Kraftfahrlehrkommando. A maioria de suas companhias panzer, que inicialmente consistiam em apenas oito tanques, começaram a equipar e treinar com o Panzerkampfwagen I (veículo blindado de combate modelo I). Fessmann aposentou-se da Wehrmacht em setembro de 1937 como General der Panzertruppe (General das Tropas Panzer), mas retornou ao serviço ativo com a eclosão da Segunda Guerra Mundial.
Nomeado comandante da recém-formada 267.ª Divisão de Infantaria em 26 de agosto de 1939, Fessmann serviu na Frente Ocidental e participou nas invasões da Bélgica e da França. Após a queda da França em maio de 1940, a sua divisão guarneceu um setor ao longo do Canal da Mancha durante um ano, antes de ser transferida para leste para a Operação Barbarossa. Antes do início da invasão da União Soviética, ele foi substituído como comandante de divisão pelo Generalmajor Friedrich-Karl von Wachter. Ele assumiu um cargo em Frankfurt e onde serviu até se aposentar novamente em 1942. O General Ernst foi oficialmente dispensado da Wehrmacht no ano seguinte. Estabelecendo-se em Pullach após a guerra, ele morreu em 25 de outubro de 1962.